# Vadehavet
Vadehavet er en del af Nordsøen. Området strækker sig fra Ho Bugt ved Esbjerg ned til den hollandske by Den Helder og er karakteristisk ved særlige tidevandsforhold. Vadehavet blev optaget på UNESCOs verdensarvsliste i 2009. Den danske del af Vadehavet kom på listen i 2014.

## Vadehavets dannelse
I Weichsel-istiden, der varede fra for 60.000 år til for 12.000 år siden, lå isen tungt over Danmark med undtagelse af det sydvestlige Jylland. Weichselistiden var den seneste af mange istider.
Da isen efterhånden smeltede over hele Danmark, løb store smeltevandsfloder mod vest ud over Vest- og Sønderjylland. Tæt ved isranden var strømmen i floderne så stærk, så selv store sten blev revet med af strømmen. Jo længere væk fra isranden floderne løb, jo mere forgrenede de sig, og des svagere blev strømmen. De tungeste sten blev først aflejret. Senere faldt grus og sand til bunds, og til sidst blev leret ført ud og dannede bundlag på de mange banker i Vesterhavet.
Alt smeltevandsmaterialet dannede efterhånden nye lavtliggende områder i den del af Danmark, som nu er Sydvestjylland og Vadehavet.

## Beskrivelse
Vadehavet omfatter en række delbassiner, der afvandes af hver sin rende eller dyb:
- Grådyb mellem Skallingen og Fanø,
- Knudedyb mellem Fanø og Mandø,
- Juvre Dyb mellem Mandø og Rømø,
- Lister dyb mellem Rømø og Sild.

Disse delafvandinger skyldes dels hældninger, dels tidevandet og udgør den mest hensigtsmæssige afvanding under naturgivne forhold. Forholdet kan bedst belyses, hvis man forestiller sig en rektangulær kasse fyldt med sand til en vis højde med afløb omtrent midt for på venstre side. Vandet vil da søge mere eller mindre direkte mod dette udløb. Hvis man yderligere tilføjer en vis hældning af kassens bund i samme retning, vil vandet først søge mod venstre og derefter langs venstre side i retning mod afløbet. Dette er da også den form, man finder for dybenes vedkommende: fra udløbsrenden (dybet) deles de (mere eller mindre udtalt) i nord-sydgående grene, der atter har (mere eller mindre udtalte) øst-vestgående sidegrene. Denne udvikling forstærkes yderligere, når man betænker, at indgående strømme, ikke mindst storme, har store materialetransporter i form af sand, som afsættes så snart, bølgen aftager i styrke, det vil sige i de lavvandede områder lige modsat dybrenden. Der er derfor en god grund til, at dybene har den udformning, man finder i Vadehavet.
Vandtilførsel til Vadehavet sker ikke kun fra Vesterhavet ved højvande og storm, men langt mere udpræget fra de åer, der løber ud i Vadehavet. Det drejer sig blandt andet om:
- Varde å med tilløb,
- Holsted å og Sneum å,
- Kongeåen,
- Ribe å med tilløb (Tved å, Hjortved å, Fladså m.fl.),
- Rejsby å,
- Brede å med tilløb,
- Vidåen med tilløb (Gammelå, Grønå, Sønderå m.fl.).

De oversvømmelser, der forekommer ved storme, hidrører ikke så meget fra, at vand presses ind fra Vesterhavet, men derimod fra opstuvede vandmasser fra disse åer, som ikke kan slippe ud og derfor ophobes omkring åudløbene.

## Landskabsformende kræfter
En række kræfter påvirker Vadehavets vedvarende omdannelse: tidevand, kyststrøm, tiltrømning fra åløb, klima og storm.

### Tidevandet
Tidevandet i Vadehavet skyldes en amphidromi, det vil sige en fremadskridende bølgebevægelse, som begynder ved den skotske kyst, bevæger sig sydover langs den engelske kyst, derefter drejer mod øst til den nederlandske skyst og herfra bevæger sig nordover langs den tyske og den danske kyst, idet bølgen stadig er aftagende i styrke og dermed i højde: ved udmundingen af Elben er tidevandets højde godt 3 meter, ved Lister Dyb 2 meter, ved Grådyb ca. 1,5 meter, ved Hvide Sande 0,7 meter og ved Thyborøn 0,5 meter.
Tidevandets fremadskridende bevægelse bevirker også en tidsforskel på, hvornår højvande indtræffer. Således indtræder højvande ved Den Helder 8 timer, ved Cuxhaven 2 timer, ved Lister Dyb 15 minutter før, at det indtræffer i Grådyb.
Tidevandet bevirker to modgående strømme i Vadehavet: en indadgående højvandestrøm ("flod") og en udadgående lavvandestrøm ("ebbe"). Bevægelserne sker to gange i døgnet. Ændringerne i havniveau mærkes tydeligst ved selve kysten og aftager udad imod det åbne hav. I Vadehavet er tidevandet forsinket 1-1½ time i forhold til tidevandet ved yderkysten. Det betyder fx at vandstanden er aftagende i mere end 1 time i Grådyb, når det er højvande i Esbjerg. Ændringen fra en dominerende flodstrøm til en dominerende ebbestrøm kaldes for kæntring.
Tidevandet bevirker, at der skabes betydelige vandstrømme. I dybene, hvor vandet strømmer ind og ud af Vadehavet, er strømmenes største styrke omkring 1 meter/sekund (2 knob). Den vandmængde, der transporteres ind og ud, er ca. 1.000 millioner m3 vand. Selv små forøgelser i højvandsstanden, fx som følge af blæst, bevirker en væsentlig forøgelse af vandmængden: fx i Grådyb er vandmængden omkring 145 millioner m3, ved en forhøjet vandstand på blot 10 cm forøges vandmængden med 13 millioner m3 og ved en forhøjet vandstand på 1 meter over middelhøjvande vil vandmængden være fordoblet. Det forstås, at ved en storm, hvor vandstanden forøges med flere meter, vil virkningen være betydelig.

### Stormfloder
Stormfloder opstår som regel ved, at enorme vandmasser, som en stærk sydvestvind har drevet mod kysten, udsættes for en pludselig vind fra nordvest og dermed stemmes op mod kysten. Højden er ofte 3-4 m over normal vandstand, og sammen med den stærke vind udøver den en påvirkning af enorm kraft på kystegnene: ofte sker der nedbrydning af store kystområder og øer, og store mængder af sand skylles sammen på land eller ude i selve Vadehavet. Også diger kan blive gennembrudte og store områder oversvømmede, idet gennembrud medfører, at der skete en fordybning (Kolk, Høl eller nedertysk Wehl) i den inddigede marsk, ligesom vilkårene for vegetationen kan forandres drastisk. Endelig kan stormfloder naturligvis betyde tab af menneskeliv. Følgen kan blive tab af store marskområder, men stormfloder kan også påvirke sejlforholdene og forringe eller ødelægge disse.
Mest kendt er utvivlsom stormfloden den 10. og 11. oktober 1634, der hærgede hele vadehavskysten, og hvor den tidligere store ø Strand blev gennembrudt af et nyt farvand, der opdelte den i to mindre øer, Pelvorm og Nordstrand. En anden stormflod med fuldt så katastrofale følger indtraf den 16. januar 1362, hvor store områder, herunder handelspladsen Rungholt syd for Pelvorm blev ødelagt.

### Klimaet
Ved siden af tidevandet spiller vinden og den dermed forbundne kyststrøm en betydelig rolle. Den dominerende vindretning er fra nordvest. Det betyder, at der foregår en kyststrøm fra nord mod syd. Kyststrømmen modvirkes imidlertid af ebbestrømmen således, at der fx ved Lister Dyb opstår svære dønninger ved ebbe, når der er vestenvind. Ved østenvind vil vandet blive ført bort hurtigere end normalt, og i sådanne tilfælde vil Vadehavet blive særlig lavvandet.

### Tilstrømning fra åløb
En lang række vandløb udmunder i Vadehavet og bevirker en vedvarende tilstrømning af vand. I den nordlige del af Vadehavet gælder dette fx Varde Å, Sneum Å, Kongeåen, Ribe Å, Rejsby Å, Brøns Å, Brede Å, Vidåen.
En følge af, at der normalt sker en større udtransport end indtransport af materiale, og at højvande breder sig fra syd, er, at der sker en langsom flytning af dybenes vandskel nordover. Dette ses blandt andet ved åløbenes mundinger. Disse foretager en brat drejning mod nord lige inden udmundingen i Vadehavet. Dette skyldes også, at der sker et sammenstød mellem flodstrømmen ind gennem dybene og de svagere vandstrømme fra åerne, der tvinger disse mod nord.

## Vadehavsdannelsen
Vadehavet kan i princippet inddeles i to delområder: tidevandsrender og vedvarende vanddækkede flader samt vaderne og områder, der normalt ikke dækkes af vand. Udformningen af disse to hovedområder må overvejende tilskrives tidevandets indflydelse.

### Tidevandsrender
Tidevand bevirker to processer: erosion, det vil sige nedbrydning og udgravning, og aflejring af materiale.
Man kan skelne mellem to slags strømme: en flodstrøm og en ebbestrøm. De påvirker landskabet i Vadehavet på hver sin måde.
Ebbestrømmen løber i det tidsrum, hvor vandstanden falder fra højvande til lavvande. I takt med, at vandstanden falder, vil vandstrømmene mere og mere blive samlede i de lavninger, der giver de eneste udløb mod dybene. De afløbsrender, som varetager sidste del af afstrømningen under ebbe, kaldes priler, og her bliver afstrømningshastigheden størst i sidste del af ebben, hvor den højereliggende vade allerede er tørlagt, og hvor strømhastigheden i dybene er meget lav. I denne periode ligner priler nærmest åløb og kan udvise samme tendens som åer til at danne slyngninger (meandre).
Ebbestrømmen over vaden vil normalt være så svag, at den ikke vil medføre erodering og borttransport af materiale herfra. Derimod vil strømmen i afløbsrender normalt være stor nok til, at dette kan ske.
Flodstrømmen løber i det tidsrum, hvor vandstanden stiger fra lavvande til højvande. Flodstrømmen er i begyndelsen så svag, at der ikke kan trænge større vandmængder gennem prilerne på grund af modstand fra den udadgående ebbestrøm. Følgen er, at der i en kort periode sker en opstemning af vand. Vandet kan derved opnå en højde, hvor det kan begynde at trænge ind over de vader, der omgiver prilen. Når vandstanden er høj nok, vil flodstrømmen således trænge indad over vaderne mod prilernes bassiner. Når flodstrømmens hastighed aftager, vil den afgive medtaget materiale, der ved senere flodtid udgør en forhindring for vandets fremtrængen. Denne forhindring kan blive så stor, at vandet søger udenom, det vil sige skifter retning. Det forhold, at ebbestrøm og flodstrøm således overvejende danner hver sine render, kaldet ebbeskår og flodskår, påvirker Vadehavets overfladeformer (relief).
Flodskår vil således få karakter af tidevandsrender, der er ret korte og næsten lige og med en bankedannelse af aflejret materiale i den øverste ende, flodstrømsbanken. Eftersom flodstrømmen dominerer i denne rende, vil der her også være en dominerende indadgående materialetransport. Flodbankerne er lave og er nærmest halvmåne- eller hesteskoformede.
Ebbeskår er tidevandsrender, hvor ebbestrømmen overvejende dominerer. Der går derfor også større vand- og materialemængder ud end ind. Ebbeskår vil have åløbs tendens til slyngninger og at undgå bankedannelser.

#### Dyb
Vandstrømmene ind og ud af Vadehavet samles på bestemte steder, kaldet "dyb" beliggende mellem Vadehavets øer. Der findes fire dyb i den nordlige del af Vadehavet: Grådyb, Knudedyb, Juvre Dyb og Lister Dyb. På grund af, at tidevandet aftager i styrke sydfra nordover, er dybden ligeledes aftagende. Således er Lister Dyb 30 meter, Grådyb kun 15 meter dyb. Lige uden for Vadehavets ydre kystlinje er dybden hurtigt faldende. Det skyldes, at udenfor dybet har vandstrømmen en bredere flade at strømme på, og strømmens hastighed vil derfor aftage, og det materiale, som ebbestrømmen har transporteret, vil kunne synke til bunds. De undersøiske deltalignende aflejringer, som derved dannes, kaldes "barrer" (fx Grådyb Barre).
Det forhold, at flodstrømmene er henviste til dybene, der ligger henholdsvis nord og syd for de enkelte vandehavsøer, gør, at når flodstrømmen er kommet ind gennem dybet, spreder den sig i nordlig og sydlig retning. Der, hvor en sådan nordgående og en sydgående flodstrøm mødes, opstår der et vadevandskel. Dette skel er ikke skarpt men består af en bredere zone. Eftersom højvandet breder sig nordover fra syd, vil en sydlig flodstrøm nå vadevandskellet lidt før den modsvarende nordlige flodstrøm og således oversvømme skellet. Selv ved begyndende ebbe, vil strømmen fortsætte mod nord. Dette bevirker, at der strømmer lidt mere vand ud nord for end syn for en bestemt vadehavsø. Disse forhold gør, at vadevandskellet langsomt bevæger sig mod nord.
Et fælles træk ved dybene er, at der langs deres sydside har været en langstrakt sandgrund, et flak, på deres sydside: Flakstjerten ved Knude Dyb, Rømø Flak ved Juvre Dyb og Saltsand ved Lister Dyb.

#### Priler
Priler er de strømrender, der dannes i vaden. De forestår hver for sig kun en mindre del af den samlede afstrømning og får derved karakter af ebbeskår.
Priler dannes fortrinsvis af ebbestrømmen. Når vandstanden begynder at synke, vil vandet efterhånden strømme de de lavest liggende områder. Her vil vandstrømmen bevirke, at der kan ske en erosion og materialetransport bort, hvorved afstrømningsrenden vil blive yderligere forstærket. Den evne, som ebbestrømmen har til at erodere kan illustreres af, at den vandmængde, som i hver tidevandsperiode skal føres ud i havet ved en tidevandsstørrelse på 1,5-2 meter, svarer til 2-3 gange den nedbør, som falder på et tilsvarende areal. Eftersom afstrømningen samles i bestemte render, bliver evnen til at erodere så meget større netop her.
Flodstrømmens indvirkning på prilen er ret lille. I begyndelsen er flodstrømmen så beskeden, at den ikke kan overskride ebbestrømmen, og der sker derfor snarere en opstemning af vand. Efterhånden, som opstemningen bliver så stor, at den overgår vadens overflade, strømmer flodstrømmen ind over denne og kan danne et særligt flodskår. Da ebbestrømmen er ret stærk selv henimod slutningen, indtræder der efterhånden en situation, hvor flodstrømmen overgår ebbestrømmen i styrke, men deles i to: en del strømmer via det flodskår, der er dannet, mens en anden del udnytter ebbeskåret - prilen - men således, at der parallelt strømmer en ebbestrøm i den ene side af prilen og en flodstrøm i den anden. Når vandstanden over mundingsvaderne har nået en bestemt højde, vil flodstrømmen med stor styrke trænge ind i ebbeskåret, men da det sker sideværts, og da flodstrømmen løber ligeud hvis muligt, vil den gentagne gange ramme ebbeskårets sider og her med størst styrke trænge ind over vaderne.
Da flodstrømmen tenderer at løbe ligeud, mens prilen og ebbestrømmen tenderer at slynge sig, vil der opstå hvirveldannelser i vandet, som medfører, at der eroderes i bunden. Flodstrømmen opfører sig som om, at den må presses igennem en snæver passage og vil derfor være stærk og udgrave sit eget leje. Men når strømmen således får to passager at løbe i, vil strømstyrken aftage og medført materiale blive aflejret i en hestesko- eller halvmåneformet banke. Ofte dannes en svag lavning i flodbankens spids, og bankens højeste dele ligger en smule til siderne i forhold til spidsen.
Som følge af disse processer vil prilen få en sammensat struktur bestående af en hovedrende for ebbestrømmen kombineret med flodskår, flodbanker, hvirveluddybninger samt levéedannelser langs yderkanten af buen.

#### Loer
En lo eller lå er en tidevandsrende i marskområder.

### Vaden
Vader omfatter ca. 60% af Vadehavets samlede areal. Niveauforskellen mellem de højeste og laveste vadeflader er i Danmark mellem 1,5 og 2 meter, men da vadearealerne ofte er flere kilometer brede, bliver hældningen så lille, at vaden fremstår som praktisk talt flad.
Langs priler og løbenes kanter findes små flade banker, kaldet levéer, der er opståede ved, at vandet fra renderne er strømmet ind over vaden og i den forbindelse har afgivet sit medbragte materiale. Vader forekommer også som store banker inde i Vadehavet og i dybenes mundingsområder. Karakteristisk for disse er, at dem nærmest marsken skråner jævnt ned mod et lavere niveau. De højeste vader ligger som regel mindre end 0,5 meter over DNN det vil sige 30-50 cm lavere end niveauet ved højvande.
Et karakteristisk træk ved vaden er, at de højeste områder som regel ikke ligger umiddelbart op til forlandet men i nogle hundrede meters afstand fra denne. Mellem sådanne vadeflak og forlandet findes et lavere, slunden, som virker som afvandingsområde af op til 200 meters bredde men som kan udvikle sig til priler, kaldet landpriler, af en vis dybde. Vandet fra landprilerne vil på bestemte steder søge ud mod de dybere dele af Vadehavet gennem flade, tragtformede lavninger. Vaderne uden for landprilerne kan stedvis nå op til middelhøjvandslinjen og vil på store strækninger kun ligge 10-20 cm under denne. De højeste vadepartier, der ligger 60-90 cm over DNN, vil kunne blive bevokset med kveller og på de centrale dele med annelgræs. Hvis eller når en sådan begyndende vegetation sker, vil der kunne ske en yderligere sedimentering med aflejret materiale, idet planterne holder på dette, herunder også på finkornet materiale, der kan omdannes til klæg. Når en sådan ø har udviklet sig i vaden, vil den være udsat for erosion på ydersiden men kunne vokse på læsiden ind mod forlandet. Ødannelsen vil med andre ord begynde at flytte sig indad mod forlandet og vil til sidst også opfylde den landpril, som lå her. Når dette sker, vil ødannelsen kunne forenes med forlandet og danne en ny, såkaldt "klint" i tilknytning til marsken i forlandet, idet der til stadighed findes en restpril, som afvander den sump, som opstår mellem forlandet og det nye opvækstområde. Under forløbet vil den yderste, sandede del efterhånden blive borteroderet, og når marskdannelsen sætter ind, vil materialet i stedet være silt, der omdannes til klæg. I den modne marsk-"klint" vil materialet overvejende bestå af skiftende klæg- og sandlag med tiltagende klæglag ind mod den tidligere landpril. Når udviklingen når så langt, vil der ofte være forsøg på landvinding. Sker disse for tidligt, det vil sige, mens der fortsat er sumpe i tilknytning til landprilen, kan resultatet blive et uanvendeligt sumpland.
Sandvader består af sandkorn mellem 0,25 mm og 0,06 mm, men i mindre eksponerede områder, hvor vandet bliver roligere, bliver kornstørrelsen under 0,06 mm, det vil sige silt, og visse steder under 0,002 mm, det vil sige ler. Siltvader kaldes i folkemunde for "slik". På grund af vandafgivelse i tørlægningsperioderne omdannes den våde slik til et leragtigt sediment kaldet "klæg". Det er skønnet, at af det samlede materiale afsat ved Rømødæmningen udgør sand ⅓, silt ⅓ og ler ⅓. Denne fordeling er dog ikke den samme overalt, idet det beror på de stedlige aflejringsforhold, især strømme og ro, hvilke materialer der dominerer i de enkelte delområder. Oprindelsen af det materiale, der opbygger vaderne, er omdiskuteret, men menes at stamme fra Nordsøen. Nordsøens bund består overvejende af finsand, hvorimod silt dominerer i den oprindelige urstrømsdal, der fra Elbens munding går i nordvestlig retning. Det er således muligt, at der kan være tale om materialetransporter herfra.
Som nævnt er materialefordelingen ikke den samme overalt på vaden. På de ydre vader består bundmaterialet fortrinsvis af finsand (0,250-0,125 mm) og meget fint sand (0,125-0,06 mm), omkring 95-99%, mens slik (under 0,06 mm) udgør 1-5%. På de høje vadeflak udgør sand 90-95%, mens slik udgør 15-20% i landpriler. I åmundinger og sumpe bag klinter kan slik derimod udgøre op til omkring 75%.

## Marskdannelsen
Tidevandet fører slik, der består af sand og organisk materiale, med sig ind til de lavlandede områder, vaderne, som oversvømmes af og til. Mange steder i Vadehavet findes flak: sandflader, der oversvømmes ved højvande, hvor bl.a. sæler opholder sig. På de mere tørre områder, hvor planter har kunnet slå rod, står vandet så stille, at materialer, der bliver ført med vandet, kan synke til bunds.
Jo flere planter, der vokser i et område, jo mere materiale bliver bundfældet, og dermed vokser landet, og der dannes marsk. Ved Rømø vokser landet med op til en decimeter om året, så det er store mængder af sand og organisk materiale, der kan føres med tidevandet.
Nogle steder graves grøfter i kanten af specielle slikgårde, der er hegnet ind med risknipper (faskiner), så vandet nemmere løber af vaden, og slik kan bundfældes. Landet vokser dermed hurtigere. Denne teknik kaldes grøbling og man kan nogle steder tydeligt se, at det nydannede land er ruflet som et vaskebræt, eftersom de gamle grøfter ikke vokser så hurtigt som de omgivende "marker".
Når marsken er så høj, at den ikke længere oversvømmes, vokser den ikke mere. Hvis man laver et spadestik i marskjorden, kan man tydeligt se, hvor sandbunden når til, og hvor meget tilført materiale, der er lagt ovenpå gennem årene. Det tilførte materiale, klægen, er nemlig helt mørk i modsætning til den lyse sandbund.

## Planterne
Planterne, der indvandrer på vaderne, er helt specielt tilpassede det ekstreme miljø. De skal ikke alene kunne tåle skiftevis at være vanddækkede og tørlagte. De skal også kunne tåle skiftende saliniteter.
Havvandet ved Vadehavet har et saltindhold på mellem 25 og 35 promille, men på områder, der ikke konstant er oversvømmede, vil noget af vandet fordampe og efterlade saltet i jorden. Derved bliver saliniteten meget højere. På områder, der sjældent oversvømmes, vil det meste salt blive skyllet væk med regnvandet, så her vil saliniteten være lavere end i havvandet.
Det er derfor kun få, tilpassede arter, der kan tåle at leve i sådan et miljø. Længere oppe i marsken bliver miljøet mere konstant, og her kan andre planter begynde at indvandre og fortrænge de ekstremt salttålende arter.
Det kan derfor tydeligt ses i marsken, at forskellige plantesamfund efterhånden afløser hinanden på strækningen fra den vanddækkede flade og ind mod land.
Nogle planter har særlig betydning for indvinding af havbund og kystsikring. Vade-salturt eller kveller (Salicornia dolichostachya), vadegræs (Spartina anglica) og annelgræs (Puccinellia maritima) vokser ud på vaderne i slikgårdene. De specielle planter, der bruges til landvinding, kan tåle saltvandet, og de holder på det slik, der skylles ind ved højvande, så slikgårdene efterhånden bliver tørlagt.

## Dyrene
Ligesom hos planterne er det kun få dyrearter, der kan tåle skiftevis at være vanddækket og tørlagt. Dyrene i Vadehavet er derfor nødt til at være godt tilpassede miljøet, eller også må de nøjes med at opholde sig på vaderne, når der er vand nok ved højvande, eller når vaderne er tørlagte ved lavvande.
Bortset fra det lidt besværlige miljø er Vadehavet et supergodt spisekammer. Det lave vand giver optimale betingelser for, at alger kan leve der, da der er masser af lys og næring. Specielt kiselalger lever her i stort tal. Andre dyr lever af kiselalgerne, f.eks. andet plankton, filtratorer og mudderædere.
Små rovdyr, f.eks. søstjerner, lever af algeæderne, og større rovdyr, f.eks. fugle, lever igen af de mindre rovdyr.
Tilsammen udgør Vadehavets dyr og planter et stort og kompliceret fødenet. Vadehavet er derfor et af verdens 10 vigtigste vådområder. Det har status som vildt- og naturreservat.

### Fugle
Vadehavet er særligt kendt for den enorme mængde af fugle, der udnytter området året rundt. Om vinteren er vadehavet en vigtig rasteplads for 10 – 12 millioner vadefugle, gæs, ænder og måger. De fugle, der raster i vaden, opholder sig i kort tid for at genopbygge deres fedtdepoter hurtigst muligt, så de kan gennemføre deres lange træk til og fra ynglepladserne. Fuglenes behov for at forlade ynglepladserne og påbegynde efterårstrækket hænger sammen med, at de skal nå overvintringspladserne, inden det bliver for koldt. Undervejs stopper de på vaderne for at fælde deres fjer, og desuden skal de fylde deres depoter op til det videre træk. Mængden af føde topper i sommermånederne, hvor flere tusinde vadefugle ankommer. Det at fælde fjerdragten og opbygge fedtdepoter til at klare vinteren kræver megen energi – her tænkes specielt på de fugle, der overvintrer i Vesteuropa.

#### Trækfugle
Vadehavet spiller en hovedrolle som trækfuglelokalitet. Skønsmæssige passerer over 300.000 trækfugle gennem området.
Blandt trækfugle, der bruger Vadehavet som rasteplads, er fiskehejre, kortnæbbet gås, sædgås, bramgås, mørkbuget knortegås, gravand, gråand, krikand, skeand, spidsand, pibeand, hvinand, edderfugl, toppet skallesluger, stor skallesluger, strandskade, vibe, dobbeltbekkasin, stor kobbersneppe, lille kobbersneppe, stor regnspove, lille regnspove, hvidklire, rødben, mudderklire, islandsk ryle, almindelig ryle, krumnæbbet ryle, klyde, mosehornugle, bjerglærke og snespurv.

#### Ynglende fugle
Det er risikofyldt at yngle i vaden. Fuglene ruger på jorden, hvilket medfører, at de er let bytte, men samtidig har de gode muligheder for at finde føde. De fugle, der yngler der, har udviklet forskellige metoder til at undgå rovdyr. Nogle spiller syge, når for eksempel en ræv nærmer sig, og andre har forskellige signaler, der gør, at de voksne fugle samles og går til angreb på truslen.
Det er karakteristisk for vadefuglene, at de investerer forholdsvis lidt i den årlige formering. De yngler først, når de er to til tre år gamle og derfor mere modstandsdygtige. Normalt lægger parrene fire æg i hvert kuld og kun et kuld om året. Hvis kuldet mistes, kan de lægge flere kuld i løbet af et år. Æggene er meget store, hvilket betyder, at ungerne er veludviklede, når de klækkes. Ungerne forlader reden straks, og de kan selv skaffe føde, og derfor behøver forældrene ikke bruge energi på yngelpleje. Hos vadefuglene ses det ofte, at både hunnen og hannen ruger på æggene. I den første periode ruger hunnen, og kort tid efter klækningen begiver hun sig mod overvintringspladsen. Det er altså hannen, som tager sig af ungerne efter klækningen. , og så forlader hannen også yngleområdet. Ungerne følger efter senere.
De forskellige fuglearter i Vadehavet udnytter spisekammerets små nicher, så der ikke er to arter, der lever af præcist det samme. Derfor har hver art et specielt næb, der netop er tilpasset til at fange de dyr, som denne art lever af. Klyden f.eks. har et meget specielt opadbøjet næb, som er perfekt tilpasset til at skumme vandoverfladen og vadeoverfladen for smådyr. Strandskaden har et meget kraftigt næb, der er så stærkt, at den kan tvinge en blåmuslings to skaller fra hinanden. Gravanden har et rigtigt snadrenæb. Den lever af de smådyr, f.eks. dyndsneglen og slikkrebsen, der lever i de øverste lag i vadefladen.
Blandt ynglefugle i Vadehavet er almindelig ryle, brushane, dobbeltbekkasin, edderfugl, engpiber, klyde, hedehøg, mosehornugle, strandskade, vibe, hvidbrystet præstekrave, stor præstekrave, stor kobbersneppe, stor regnspove, rødben, sølvmåge, hættemåge, stormmåge, fjordterne, havterne, splitterne, gul vipstjert, strandskade, rødrygget tornskade og troldand.

### Pattedyr
Vadehavet er et vigtigt ynglested for spættet sæl, hvis ynglepladser ligger på højsanderne. Bestanden skønnes at være 900-1000 dyr. Sælungerne bliver født i juli-august, og de kan svømme fra fødslen. Dieperioden varer omkring en måned.

## Mennesket og Vadehavet

### Fredning
Den danske del af Vadehavet, fra Ho Bugt til den tyske grænse, i alt 950 km² blev i 1985 fredet som naturreservat, med forskellige begrænsninger af færdsel og sejlads, og det er også vildtreservat med jagtfrie områder.
Fredning, beskyttelse og begrænsninger er fastsat ved bekendtgørelse nr. 135 af 17. februar 1998 om fredning og vildtreservat i Vadehavet. Der er tillige udgivet en vejledning til bekendtgørelsen.

### Vadehavsplanen
På ministerkonferencen i Stade i november 1997 blev Stade-deklarationen og den fælles forvaltningsplan for Vadehavet vedtaget af miljøministrene fra Tyskland, Holland og Danmark. Udgangspunktet er, at Vadehavsområdet – fra Blåvandshuk til Den Helder i Holland – skal beskyttes mod forurening og nedslidning, samtidig med at der skal være plads til landbrug, fiskeri, turisme og andre erhverv. Et hæfte på dansk om Vadehavsplanen blev udgivet i april 1999.